# Hypnum eleganti-pinnatum
Hypnum eleganti-pinnatum là một loài Rêu trong họ Hypnaceae. Loài này được Müll. Hal. mô tả khoa học đầu tiên năm 1874.